# Christopher Scott
Christopher Gavin Scott (Räckelwitz, 7 giugno 2002) è un calciatore tedesco, centrocampista dell'Anversa.

## Carriera

### Club
Scott è cresciuto nel settore giovanile del Bayer Leverkusen dove ha militato fino al 2020, anno del suo trasferimento al Bayern Monaco. Il 22 novembre 2020 ha debuttato con la seconda squadra dei bavaresi in 3. Liga contro il Lubecca, ed il 12 gennaio 2021 ha realizzato il suo primo gol nella vittoria per 2-0 contro il Meppen.
Il 10 aprile successivo ha esordito in prima squadra sostituendo Tiago Dantas al 66' dell'incontro di Bundesliga pareggiato 1-1 contro l'Union Berlino. Il 28 giugno è stato acquistato a titolo definitivo dall'Anversa con cui ha firmato un contratto fino al 2026. Con i belgi ha vinto campionato e coppa nazionale giocando complessivamente 30 incontri.
Dopo aver vinto anche la Supercoppa del Belgio, il 1º settembre 2023 è ceduto in prestito con diritto di riscatto all'Hannover 96.

### Nazionale
Ha giocato nelle nazionali giovanili tedesche Under-15, Under-16, Under-17, Under-19 ed Under-20.

## Statistiche

### Presenze e reti nei club
Statistiche aggiornate al 25 novembre 2023.
| Stagione        | Squadra            | Campionato      | Campionato | Campionato | Coppe nazionali | Coppe nazionali | Coppe nazionali | Coppe continentali | Coppe continentali | Coppe continentali | Altre coppe | Altre coppe | Altre coppe | Totale | Totale | Totale |
| Stagione        | Squadra            | Comp            | Pres       | Reti       | Comp            | Pres            | Reti            | Comp               | Pres               | Reti               | Comp        | Pres        | Reti        | Pres   | Reti   |        |
| --------------- | ------------------ | --------------- | ---------- | ---------- | --------------- | --------------- | --------------- | ------------------ | ------------------ | ------------------ | ----------- | ----------- | ----------- | ------ | ------ | ------ |
| 2020-2021       | Bayern Monaco II   | 3L              | 24         | 2          |                 | -               | -               |                    | -                  | -                  |             | -           | -           | 24     | 2      |        |
| 2021-2022       | Bayern Monaco II   | RL              | 24         | 7          |                 | -               | -               |                    | -                  | -                  |             | -           | -           | 24     | 7      |        |
| 2020-2021       | Bayern Monaco      | BL              | 2          | 0          | CG              | 0               | 0               | UCL                | 0                  | 0                  | SG+SU+Cmc   | 0           | 0           | 2      | 0      |        |
| 2022-2023       | Young Reds Antwerp | D3              | 2          | 1          |                 | -               | -               |                    | -                  | -                  |             | -           | -           | 2      | 1      |        |
| 2022-2023       | Anversa            | D1              | 22         | 1          | CB              | 5               | 0               | UECL               | 3                  | 0                  |             | -           | -           | 30     | 1      |        |
| ago. 2023       | Anversa            | D1              | 1          | 0          | CB              | 0               | 0               | UCL                | 0                  | 0                  | SB          | 1           | 0           | 2      | 0      |        |
| 2023-2024       | Hannover 96        | 2L              | 4          | 0          | CG              | 0               | 0               |                    | -                  | -                  |             | -           | -           | 4      | 0      |        |
| Totale carriera | Totale carriera    | Totale carriera | 79         | 11         |                 | 5               | 0               |                    | 3                  | 0                  |             | 1           | 0           | 88     | 11     |        |

## Palmarès

### Club

#### Competizioni nazionali
- Campionato tedesco: 1

Bayern Monaco: 2020-2021
- Coppa del Belgio: 1

Anversa: 2022-2023
- Campionato belga: 1

Anversa: 2022-2023
- Supercoppa del Belgio: 1

Anversa: 2023